# Richard Delbrück
Richard Delbrück (Jena, 14 luglio 1875 – Bonn, 22 agosto 1957) è stato un archeologo tedesco.
Nel 1899 si laureò all'Università di Bonn, dove era studente di Georg Loeschcke. Dal 1911 al 1915 fu a capo del Deutsches Archäologisches Institut (DAI) a Roma. Successivamente fu professore di archeologia classica presso le Università di Giessen (1922-1928) e Bonn (1928-1940).

## Opere principali
- Hellenistische bauten in Latium;
- Antike Porträts, 1912;
- Bildnisse römischer kaiser, 1914;
- Die Consulardiptychen und verwandte Denkmäler, 1926.
- Antike porphyrwerke, 1932.
- Spätantike Kaiserporträts von Constantinus Magnus bis zum Ende des Westreichs, 1933.
- Probleme der Lipsanothek in Brescia, 1952.[2]